# Szélhegy megállóhely
A Szélhegy megállóhely egy 2015-ben létesített Pest vármegyei vasúti megállóhely, melyet a Magyar Államvasutak Zrt. (MÁV) üzemeltet Solymár külterületén. A megállóhely a vasútvonal egy teljesen újonnan épült – az eredeti nyomvonaltól mért legtávolabbi pontján mintegy 30 méterrel északabbra húzódó – pályaívében létesült. A vasútvonal ezen szakaszán korábban csak egy (már az 1980-as évek körül lebontott) vasúti őrház, illetve egy földút fénysorompóval biztosított átkelőhelye volt. A megállóhelyen a vonalszakasz teljes átépítését követően, 2015. augusztus 20-ával indult meg a forgalom.
Áthaladó vasútvonalak:
- Budapest–Esztergom-vasútvonal (2)

## Megközelítés budapesti tömegközlekedéssel
- Busz:  164, 164B, 264
- Busz:  830, 831, 832

## Forgalom
| Járat | Útvonal | Gyakoriság                                                  |
| ----- | --- | ----------------------------------------------------------- |
| S72   | Budapest-Nyugati – Rákosrendező – Angyalföld – Újpest – Aquincum – Óbuda – Aranyvölgy – Üröm – Solymár – Szélhegy – Vörösvárbánya – Pilisvörösvár – Szabadságliget – Klotildliget – Piliscsaba – Magdolnavölgy – Pilisjászfalu – Piliscsév – Leányvár – Dorog – Esztergom-Kertváros – Esztergom | Hajnalban 30 percenként, késő este óránként                 |
| S72   | Budapest-Nyugati – (Rákosrendező →) Angyalföld – Újpest – Aquincum – Óbuda – Aranyvölgy – Üröm – Solymár – Szélhegy – Vörösvárbánya – Pilisvörösvár – Szabadságliget – Klotildliget – Piliscsaba                                                                                                | Munkanapokon reggel 3 Budapest felé, este 2 Piliscsaba felé |
| S76   | Rákos – Újpalota – Angyalföld – Újpest – Aquincum – (Óbuda) – Aranyvölgy – (Üröm) – Solymár – Szélhegy – Vörösvárbánya – Pilisvörösvár – Szabadságliget – Klotildliget – Piliscsaba | Munkanapokon félóránként, hétvégén óránként                 |

## Látnivalók a környéken
- Szél-hegyi kálvária és a hegy helyi természetvédelmi oltalom alatt álló északi lejtője.

## Képgaléria

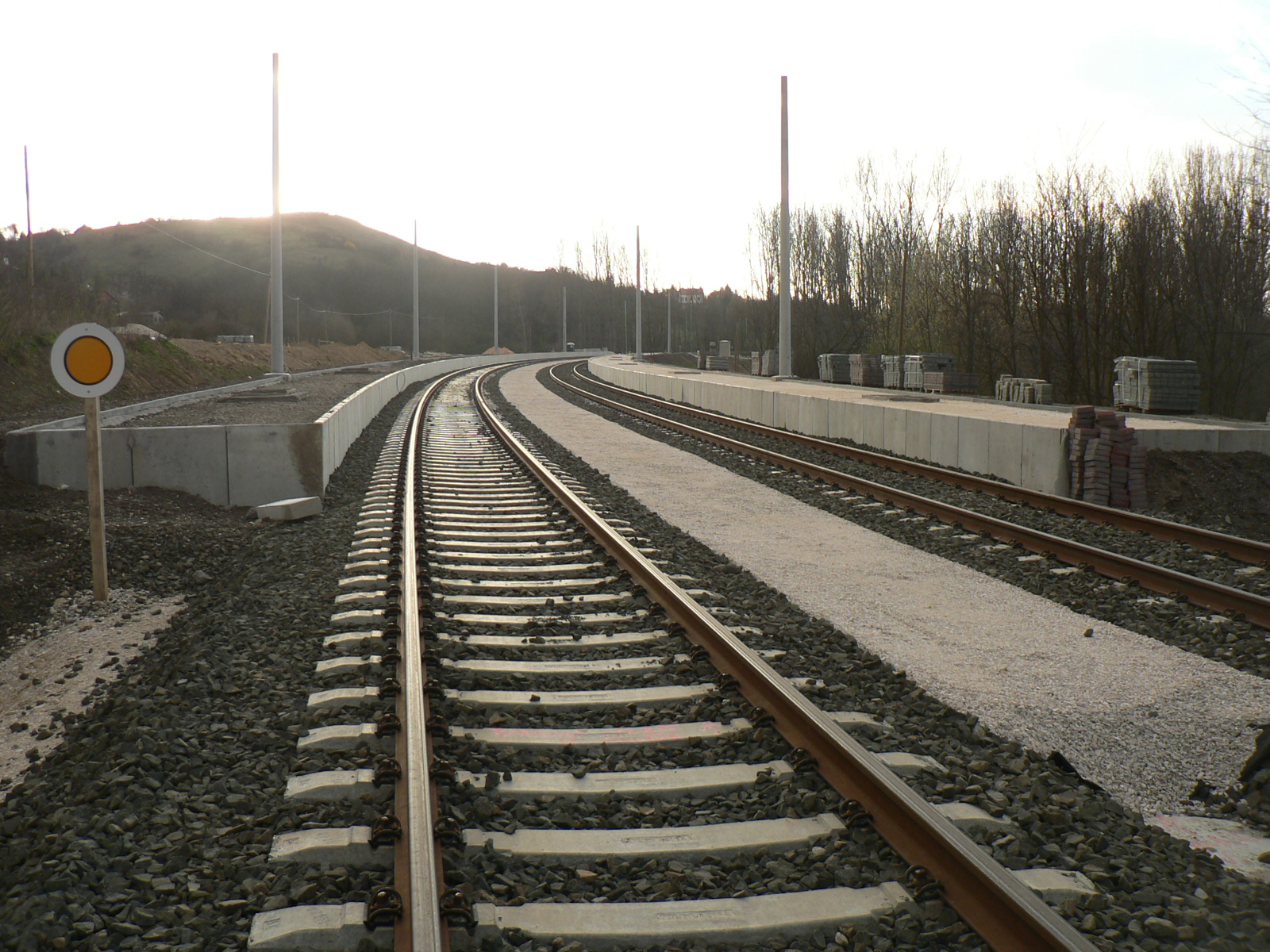
Az épülő megállóhely 2015 áprilisában, háttérben a névadó Szél-heggyel
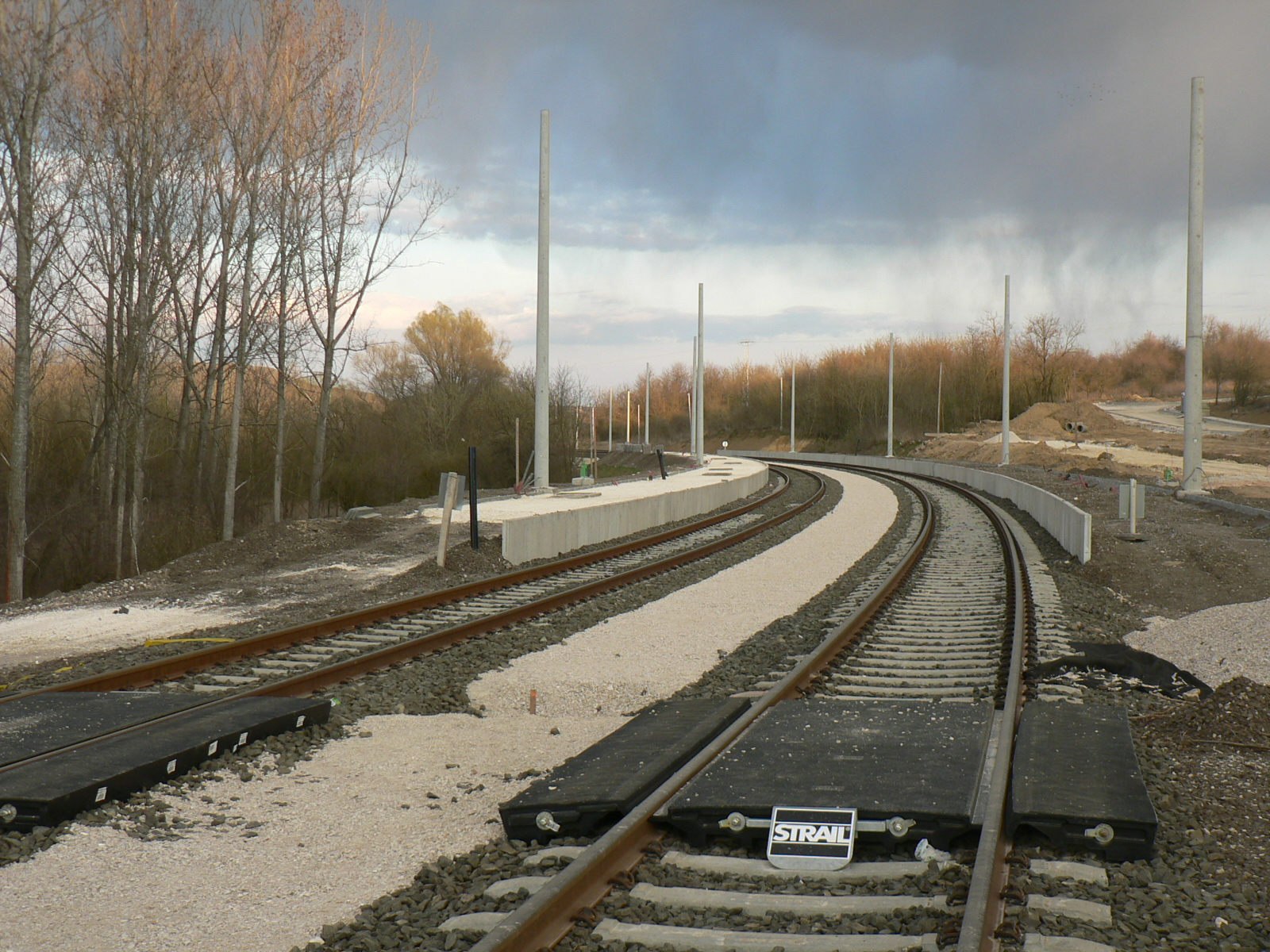
A még épülő, félkész Szélhegy megállóhely nyugat felől nézve
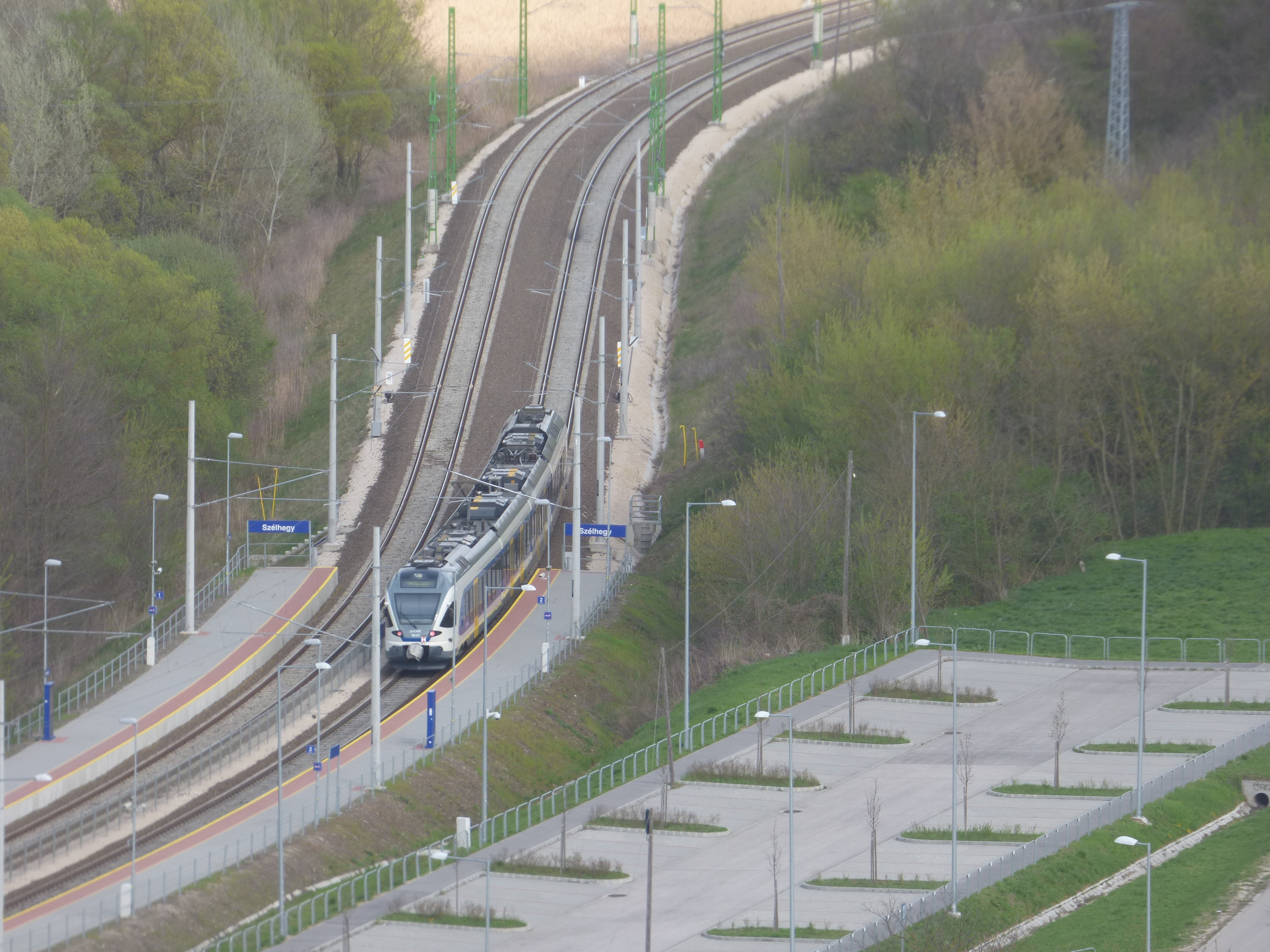
Flirt motorvonat halad el a megállóhelynél (2018)